# 혼합 연령 프로그램
혼합 연령 프로그램은 영유아 보육 프로그램 중 통합 프로그램의 성격을 갖고 있으며, 단일 연령 집단 구성의 단점에 대한 대안적 교육 과정으로, 연령 차이가 있는 영유아를 보육하는 프로그램이다.

## 배경

### 역사
현대 사회, 특히 산업혁명 이후 최적화된 능률과 균일함이 강조되는 대량 생산 체제가 일반화되었고 영유아 보육도 마찬가지로 동일 연령 집단 구성 모델이 도입되었다. 영유아는 연령차 있는 형제, 골목친구와 상호작용을 하던 과거에 비해 핵가족화, 맞벌이 부모와 외동아 증가 등으로 사회적 상호작용 범위가 줄어든 것이다. 이후 다양한 사회적 상호작용의 부족이 영유아의 사회정서적 발달에 부정적 영향을 미친다는 연구 결과들이 보고되어 대안적 교육방법을 모색하게 되었다. 1980년대 이후부터 본격적으로 동일 연령 집단 구성의 단점과 혼합 연령 집단구성의 장점에 대한 연구가 활발히 이루어졌으며, 현재는 몬테소리 유치원, 영국의 유아학교, 독일의 상황중심 유치원, 미국의 개방 교육, 한국의 공동육아 등 세계 각국의 특수성과 상황에 맞게 개발되고 있다.

### 이론적 배경

#### 사회문화적 이론
혼합 연령 집단에서 자주 발생하는 발달 수준이 다른 영유아 간의 상호 작용은 영유아의 사회, 인지적 발달에 유익한 영향을 준다는 연구결과가 있다. 비고츠키의 근접 발달 영역 개념에 의하면 영유아들의 인지 발달은 그들의 현재 발달 수준을 약간 넘어선 어떤 것을 하도록 도전받았을 때 가장 잘 이루어진다고 한다.

#### 사회학습이론
혼합 연령 학급 구성에서 연상인 영유아의 상대적인 사회적 유능함은 그들을 연하인 영유아에게 또래 교사 혹은 양육자로서의 역할을 할 수 있게 해주며, 연하 영유아들에게 연상 영유아의 행동을 관찰하고 모델링할 기회를 제공한다. 영유아에 대한 혼합 연령과 동일 연령 집단에서의 실험적 관찰과 자연 관찰 모두에서 동일 연령 집단보다 혼합 연령 집단 간에 긍정적인 강화와 사회적 상호 작용을 더 많이 발생하는 것으로 나타난다고 한다.

## 특성
혼합연령 프로그램은 연령 차이가 있는 영유아들의 수직적, 수평적 관계가 자연스럽게 발생하여 영유아들에게 동일연령 집단구성에 비해 다양한 유형의 상호작용을 촉진한다.

### 집단 구성
혼합 연령 집단 구성은 가장 나이 어린 영유아와 가장 나이 많은 영유아 간에 의도적으로 최소 2년 이상의 연령차가 나도록 구성하는 것을 말한다. 그러나 집단의 연령 범위, 집단의 크기, 집단구성의 유형, 교사 대 영유아의 구성비 등에 있어 매우 다양한 형태를 가질 수 있다.

### 장단점
혼합 연령 프로그램의 영유아들은 자신과 비슷한 연령 능력을 가진 영유아와의 수평적 상호작용과 연령 및 능력에 있어 차이가 있는 영유아들과의 수직적 상호작용이 동시에 발생하므로 동일연령으로 구성된 집단에 비해 다양한 사회적 상호작용을 경험할 수 있다.
나이가 많은 영유아들이 어린 영유아들에게 도움을 줄 수 있다는 장점이 있으나, 발달 수준의 차이가 나는 영유아들의 개별적 욕구에 부응하기 어렵다는 단점이 있다. 따라서 동일 연령 집단 교사보다 더 훈련이 잘 된 유능한 교사의 자질과 교사 간의 협력이 필요하다.

## 교육과정

### 교육목표
일차적 목표는 다른 사람을 수용할 수 있고 도움을 주고받는 개성적이고 사회적인 아동을 양육하는데 있으나, 특수한 여건에 맞는 목표를 세워야 한다. 하지만 다양한 연령의 영유아와 사물과의 상호작용을 통해 물리적, 사회적 세계에 대한 지식 형성을 돕는 것을 기본적인 목표로 한다.

### 교육 활동의 운영
혼합 연령 프로그램의 특성 상 꼭 수행해야하는 교육과정 지침은 없으며, 결과적으로 다양한 교육활동 및 교수전략들이 사용된다. 연령간 협력, 또래 놀이, 또래 가르침 등이 영유아의 인지 사회적 발달 촉진을 위해 사용되는 공통된 전략이다.

### 일과 구성
일반적으로 혼합 연령 프로그램의 일과는 세분화된 일과 계획보다는 통합된 일과로 운영된다. 일정하게 짜여진 수업은 최소화하고 교과 간의 구별 없이 영유아가 스스로 원하는 활동을 선택하여 시간에 구애받지 않고 자유로이 할 수 있는 환경을 만드는 것이다. 그러나 발달 수준이 상이한 영유아들로 구성되어 있기 때문에 일과 계획 및 운영에 어려움이 있다. 예를 들면, 간식, 낮잠, 휴식시간의 배정 등 영유아의 발달 수준에 따라 다른 기본생활 욕구 활동을 균형있게 조율하는 것은 혼합연령 일과 구성에서 중요한 요소이다.

### 환경 구성
환경 구성은 영유아의 흥미와 요구를 바탕으로 스스로 탐색하고 배울 수 있는 환경으로 유연하게 구성되어야 한다. 공간은 동시간대에 여러 영유아들이 각각 다양한 놀이나 활동에 참여할 수 있도록 유동적으로 활용한다.

### 교사의 역할
교사는 직접적인 교수자보다는 촉진자로서의 역할을 한다. 교사는 발달 수준이 다른 영유아들에게 적절한 놀이나 활동을 계획하고 환경을 제공하는 역할을 한다. 이와 함께 교사는 연령 간 사회적 상호작용이 원활히 이루어지도록 주의한다.

### 부모와의 협력
혼합 연령 프로그램의 교사는 발달 수준이 다른 영유아들에게 적합한 교육활동을 계획하고 실행하기 위해 더 많은 시간과 노력이 필요하므로 부모와의 협력은 매우 중요하다. 기본적으로 혼합 연령 프로그램의 교육관과 효과에 대한 인식을 부모와 공유하는 것이 최우선 과제이다. 상황에 따라 부모의 교육 참여가 영유아와 부모 모두에게 좋은 경험이 될 수 있다.

## 대한민국에서의 적용 및 문제점
대한민국의 영유아 보육 기관들의 대부분이 동일 연령 프로그램을 채택하고 있다. 혼합 연령 프로그램을 기관의 집단 구성의 철학으로 운영하고 있는 곳은 사실 많은 편이 아니다. 과거에는 시설 운영상의 문제로 불가피하게 혼합연령으로 운영되고 있는 곳도 많았으나 최근에는 프로그램 개발 및 교수 지도방법에 대한 연구가 이루어지고 있으며 부모들의 인식도 변하여 한국에서는 공동육아의 특수한 형태로 증가하고 있는 추세이다.

## 참고 문헌
- 이순형 외(2005), 《영유아 보육•교육 프로그램의 이해》, 학지사
- 공동육아 홈페이지